# راب اپستاین
راب اپستاین (انگلیسی: Rob Epstein؛ زادهٔ ۶ آوریل ۱۹۵۵) کارگردان و تهیه‌کننده اهل ایالات متحده آمریکا است.
از فیلم‌های او می‌توان به آخر بازی اشاره کرد.